# Johann Samuel Keßler
Johann Samuel Keßler (n. 1771, Sibiu, d. 1796, Ebrach, Germania) a fost un poet sas.
Fiul unui pastor evanghelic, a intrat în armata imperială austriacă. A fost staționat la început într-un regiment grăniceresc român. A participat după aceea la primul război de coaliție împotriva Franței, ororile războiului lăsând o impresie puternică asupra tânărului poet. 
Poeziile sale au apărut în 1797 la editura Le Pique, Mannheim sub titlul Papiere aus dem Nachlasse eines kaiserlichen Offiziers (Scrieri postume ale unui ofițer imperial), fiind reeditate în același an și la Viena.